# Wollaston (Northamptonshire)
Wollaston è un villaggio e parrocchia civile dell'Inghilterra, appartenente alla contea del Northamptonshire.